# Games for Change
Games for Change (G4C) est un mouvement et une communauté prônant l’utilisation du jeu vidéo dans le but promouvoir un changement social. Games for Change est aussi le nom de l’association à but non lucratif soutenant ce mouvement, fondée notamment par Suzanne Seggerman. Par extension, un jeu pourra être qualifié de Game for change s’il est produit par la communauté ou partage ses idéaux.
Leur objectif est de soutenir « les jeux confrontant des enjeux sociaux actuels dans le but de promouvoir une société plus juste et équitable », s’apparentant au jeu sérieux.